# Pfarrhof Lauterbach

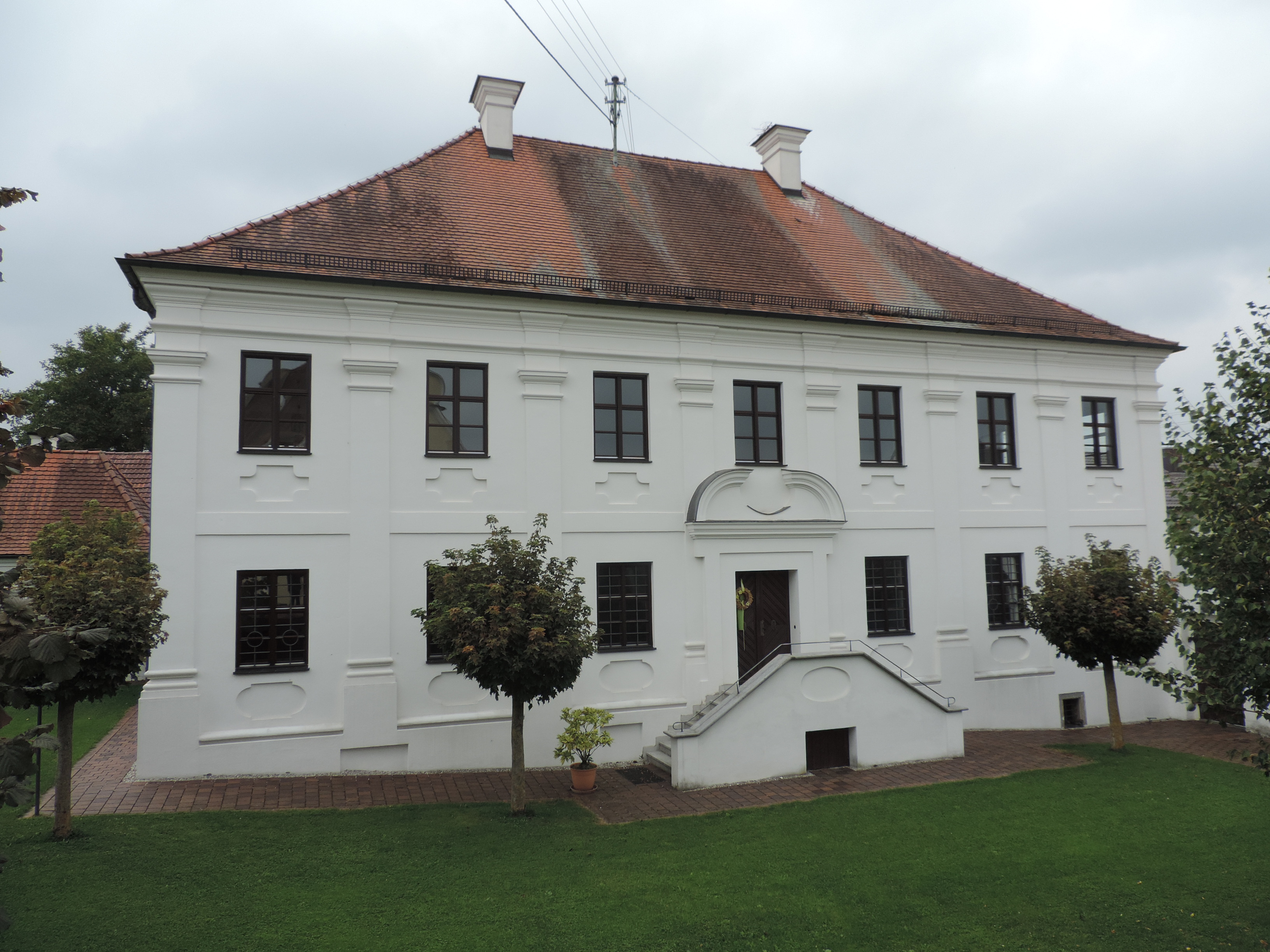
Westseite des Pfarrhofs

Der Pfarrhof Lauterbach steht inmitten der Ortschaft Lauterbach im Landkreis Dillingen an der Donau im bayerischen Regierungsbezirk Schwaben.

## Geschichte
Der Pfarrhof wurde 1727/28 als Sommerschloss des Deutschordens erbaut. Es handelt sich um einen Walmdachbau mit reich gestalteter Barockfassade. Das sich auf dem Areal befindende Back- und Waschhaus ist ein kleiner Walmdachbau. Ummauerung und Portal stammen aus dem 18. Jahrhundert. Das Gebäude ist als Baudenkmal ausgewiesen und wird als einer der schönsten Pfarrhöfe Schwabens bezeichnet.